# PB-4
PB-4（ΠБ-4）は、ソビエト連邦の試作水陸両用装甲車である。

## 概要
PB-4はBA-3を元に1933年から開発が開始された試作水陸両用装甲車であり、1932年のBAD-2に続いて開発された。PB（ΠБ）は、水陸両用（浮航）装甲車（Plavayushiy Broneavtomobil）の頭文字に由来する。
1935年から生産が行われるが、装甲の薄さなどはともかくとして、肝心の浮航能力の低さが致命的であり、翌年に生産が打ち切られている。

## 性能と生産
シャーシは6輪のフォード・ティムケン（Ford Timken）貨物トラックのものを用い、前方2輪、後方4輪。踏破性能向上のため、前輪の後方斜め上に1組の車輪を持ち、浮力確保の為に車体側面にバルサ材を備える。
主砲である45mm砲はBA-3の後部張り出し部分を排除した砲塔に1門を装備し、その右側に同軸機銃として機銃を装備、さらに1挺を操縦手右の機銃手席にボールマウントで装備した。
照準器はTOP直接望遠眼鏡とPT-1潜望鏡式照準器をそれぞれ備える。
1935年と1936年にそれぞれ5輌ずつ生産された。価格は25000ルーブル。
実験車両として使用された形跡はあるが、実戦投入の記録はなく、開発は浮航能力を重視し、軽武装のPB-7へと移行することになる。
現存する車両としては、クビンカ戦車博物館に1輌が現存するのみで、他はスクラップにされたと思われる。